# خطوط لوفتهانزا للشحن الرحلة 8460
رحلة لوفتهانزا للشحن 8460 هي رحلة تحطمت فيها طائرة الشحن من نوع ماكدونل دوغلاس أم دي-11 التابعة لشركة لوفتهانزا للشحن أثناء هبوطها في مطار الملك خالد الدولي بالرياض السعودية صباح يوم 27 يوليو 2010. اشتعلت النيران في منطقه التخزين بمؤخرة الطائرة وذلك قبل الهبوط وهذا ما يؤكده برج المراقبة عند تلقيه طلب الاستغاثة.

## الطائرة
الطائرة المتضررة في الحادث من نوع ماكدونيل دوغلاس مسجلة بالرمز D-ALCQ ام اس 48431. تم تسليم الطائرة لشركة الخطوط الجوية الإيطالية في عام 1993 وجرى تحويلها إلى طائرة شحن في عام 2004. وفي وقت وقوع الحادث كانت قد استكملت 10075 دورة وبمجموع 73200 ساعة طيران.
وكانت طائرة الرحلة 8460 في رحلة دولية للشحن، مقرر لها الإقلاع من مطار فرانكفورت بألمانيا باتجاه مطار هونغ كونغ الدولي بهونغ كونغ عبر الرياض في المملكة العربية السعودية ثم الشارقة في الإمارات العربية المتحدة.

## التحقيقات
فتحت الهيئة العامة للطيران المدني تحقيقاً حول الحادث فعلموا أن الطاقم أبلغ برج المراقبة باشتعال نيران في الطائرة قبل هبوطها.
و قد تم التأكيد بأن الطائرة هبطت على المدرج بعنف مما أدي إلى انشطارها لقسمين. و أيضا جاء في التقرير أن الطائرة كانت تحمل على متنها مواد كيمياوية قابلة للاشتعال إذ بدأ الحريق حيث كانت تلك المواد. و أيضا كانت الطائرة تحمل معدات عسكرية.
في سبتمبر/أيلول 2010 جاء في تقرير مكتب التحقيقات الألماني لحوادث الطيران أن الطائرة اهتزت بشدة ثلاث مرات حيث في المرة الثالثة كانت القوة 4.3 من قوة g مما أدى إلى فشل جسم الطائرة حيث أن العجلات أيضا فشلت هي الأخرى في الارتطام.

## تعليم
- الهيئة العامة للطيران المدني

## وصلات خارجية
- (بالإنجليزية) Final report() - الهيئة العامة للطيران المدني
- Lufthansa Cargo plane accident in Riyadh, 27 JUL 4.15 p. m. LT FRA - لوفتهانزا للشحن (بالإنجليزية)
- Lufthansa Cargo plane accident in Riyadh, 27 JUL, 2 p. m. LT FRA - لوفتهانزا للشحن (بالإنجليزية)
- Lufthansa Cargo plane crash in Riyadh - لوفتهانزا للشحن (بالإنجليزية)